# Közúti veszélyeztetés
A büntetőjogban a közúti veszélyeztetés egy közlekedési bűncselekmény. A közúti veszélyeztetés bűntettét követi el, aki a közúti közlekedés szabályainak a megszegésével közúton vagy közforgalom elől el nem zárt magánúton más vagy mások életét vagy testi épségét közvetlen veszélynek teszi ki.

## Minősített esetei
- súlyos testi sértést okozó közúti veszélyeztetés
- maradandó fogyatékosságot, súlyos egészségromlást, vagy tömegszerencsétlenséget okozó közúti veszélyeztetés
- halált okozó közúti veszélyeztetés
- kettőnél több ember halálát, vagy halálos tömegszerencsétlenséget okozó közúti veszélyeztetés

## Lásd még
- Közúti baleset okozása

## Külső hivatkozások
- Nemzeti Jogszabálytár
- Büntető törvénykönyv (2013 július 1-től hatályos)